# Beclean
Beclean (pronunciat en romanès: [beˈkle̯an] (en hongarès i en alemany: Bethlen) és una ciutat del comtat de Bistrița-Năsăud, al nord-est de Transsilvània (Romania).
Al cens del 2011 tenia 10.628 habitants. D'aquests, el 81,6% eren romanesos, el 14,2% hongaresos i el 3,7% gitanos.
La ciutat administra tres pobles: Coldău (Goldau; Várkudu), Figa (Füge) i Rusu de Jos (Alsóoroszfalu).
Beclean és el lloc d'un important nus ferroviari (l'estació de tren es diu Beclean pe Someș), on les rutes secundàries cap a Sighetu Marmației i Suceava divergen de la línia de ferrocarril principal Căile Ferate Române de Brașov a Satu Mare.

## Història
La ciutat de Beclean és també la seu ancestral de la família hongaresa Bethlen. El 1850 els habitants de la ciutat eren 1.475, dels quals 805 romanesos, 327 hongaresos, 163 jueus, 163 gitanos, 5 alemanys i 12 d'altres ètnies.

## Fills il·lustres
- Károly Bárányos
- György Bernády
- Cornel Cornea
- Cristian Costin
- Aharon Ze'evi-Farkash

## Galeria d'imatges

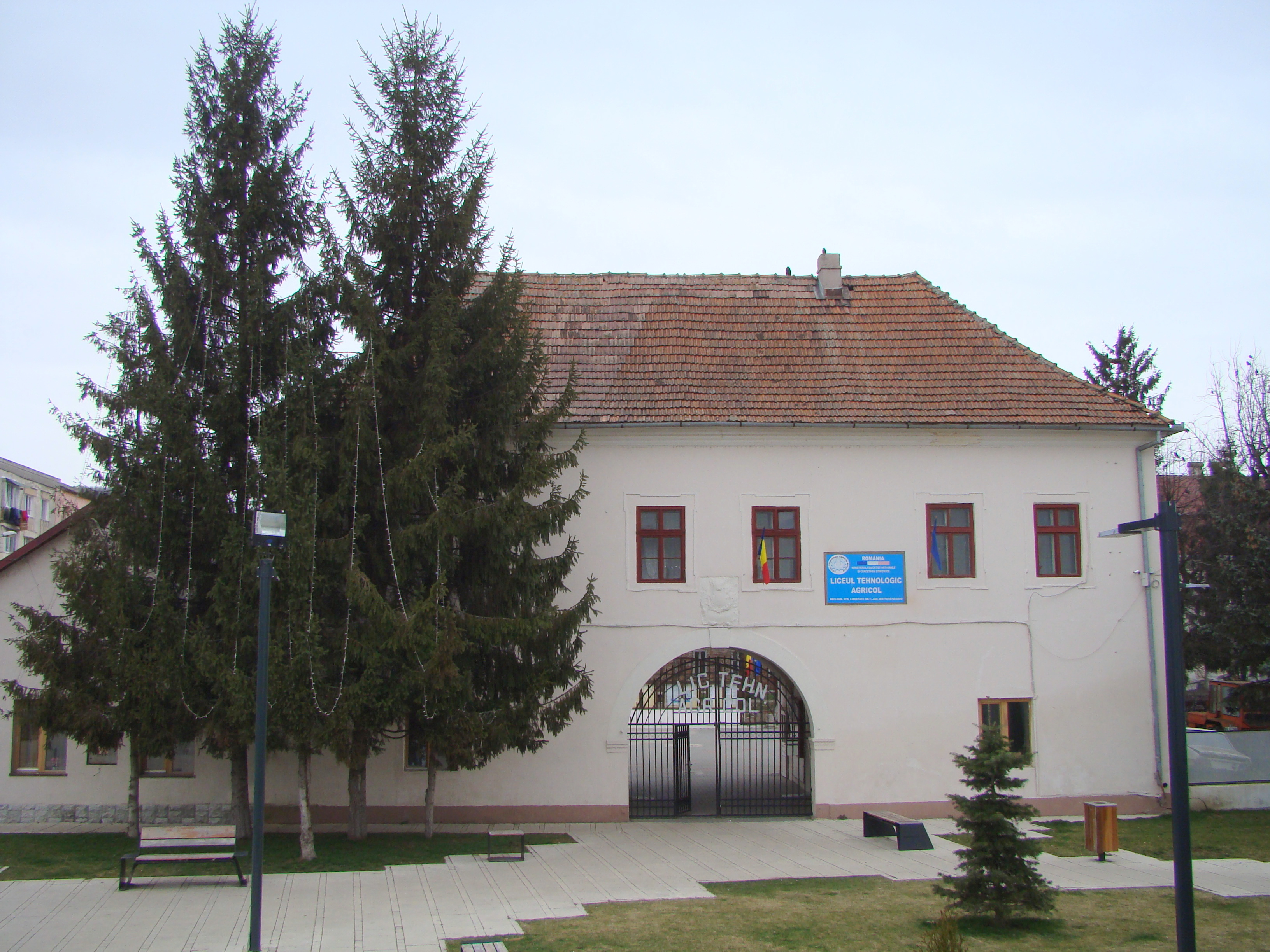
Castell de Bethlen
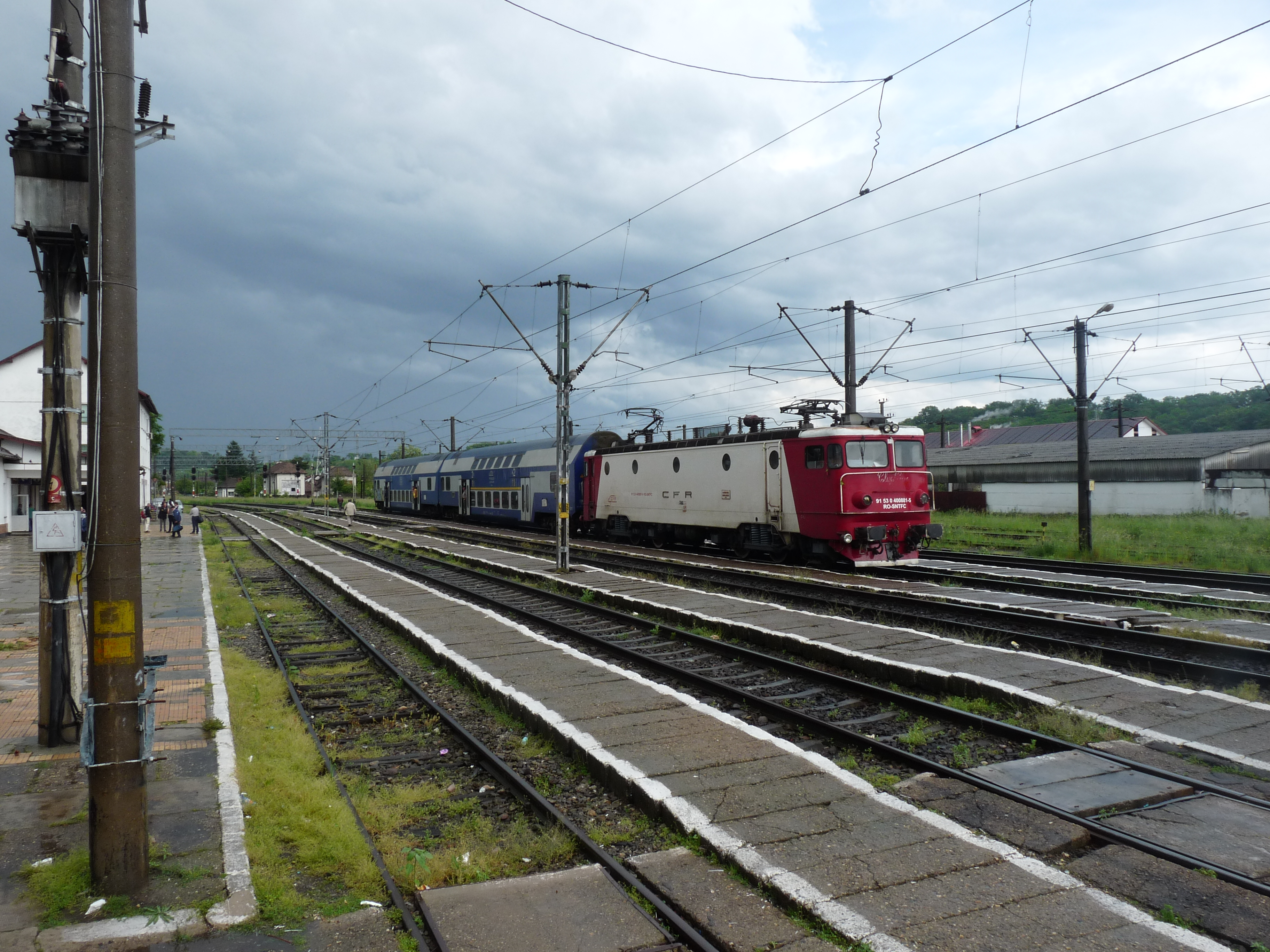
Estació de tren Beclean pe Someș